# Brasilodontus riodocensis
Brasilodontus riodocensis är en insektsart som beskrevs av De Mello 1992. Brasilodontus riodocensis ingår i släktet Brasilodontus och familjen syrsor. Inga underarter finns listade i Catalogue of Life.